# 丹羽氏資
丹羽 氏資（にわ うじすけ）は、安土桃山時代の武将。のちに三河伊保藩初代藩主となる丹羽氏次の長男。
丹羽氏次の嫡男として生まれ、上総国武射郡において所領を与えられるが、家督を相続することなく慶長4年（1599年）に伏見城において早世した。代わって、弟・氏信が嫡子となり、氏資死後立藩した伊保藩を継いだ。